# ジェイレン・ワドル
ジェイレン・ワドル（Jaylen Waddle,1998年11月25日 - ）は、アメリカ合衆国テキサス州ヒューストン出身のアメリカンフットボール選手。ポジションはワイドレシーバー（WR）。NFLのマイアミ・ドルフィンズに所属している。
カレッジフットボールではアラバマ大学でプレーし、2021年のNFLドラフトにて１巡目全体６位指名をされ、ドルフィンズに入団した。

## 高校時代
ワドルは、テキサス州ベレアのエピスコパル高校に通っていた。彼は、2018年のNational Signing Dayで、テキサス大学、テキサス 、フロリダ州立大学、テキサスクリスチャン大学 、オレゴン大学の候補がある中、アラバマ大学でプレーすることを発表した   。 

## 大学時代

### 2018年
2018年のアラバマ大学のフレッシュマンイヤーに、ワドルは45回のキャッチで848ヤード、7タッチダウンを記録し、SECフレッシュマン・オブ・ザ・イヤーに選ばれた 。パントリターナーとしても、16回のリターンで233ヤード、1タッチダウンを記録した 。

### 2019年
2019年シーズンでは、33回のキャッチで560ヤード、6タッチダウンを記録した。LSU戦では77ヤードのパントリターンタッチダウンを記録し、オーバーン大学戦では、98ヤードのキックオフリターンタッチダウンを記録した。その功績が評価され、リターンスペシャリストとしてオールSECのファーストチームに選ばれ、SECスペシャルチームプレーヤー・オブ・ザ・イヤーに選ばれた 。

### 2020年
2020年10月24日、テネシー大学戦で、試合開始直後のキックオフリターン中にタックルを受けて右足首を骨折した が、カレッジフットボール・プレーオフ・ナショナルチャンピオンシップゲームでのオハイオ州立大学との対戦で復帰した。 2021年1月14日、ワドルはシニアシーズンはプレーしないことを決め、2021年のNFLドラフトに参加することを発表した。

### 大学時代の成績
| シーズン | レシービング | レシービング | レシービング   | レシービング | レシービング |
| シーズン | 回数         | 獲得ヤード   | 平均獲得ヤード | 最長         | TD           |
| -------- | ------------ | ------------ | -------------- | ------------ | ------------ |
| 2018     | 45           | 848          | 18.8           | 94           | 7            |
| 2019     | 33           | 560          | 17.0           | 58           | 6            |
| 2020     | 28           | 591          | 21.1           | 90           | 4            |
| キャリア | 106          | 1,999        | 18.9           | 94           | 17           |

## プロキャリア

### マイアミ・ドルフィンズ
| 5 ft 9+1⁄2 in (177 cm)  | 180 lb (82 kg) | 30+3⁄8 in (77 cm) | 9+1⁄8 in (23 cm) |
| All values from Pro Day |                |                   |                  |

2021年のNFLドラフトで1巡目の全体6位でマイアミ・ドルフィンズから指名され、大学時代のクォーターバックであるトゥア・タゴヴァイロアと再びタッグを組むこととなった  。 2021年5月14日、ワドルはドルフィンズと2,710万ドルのルーキー契約を交わした 。

#### 2021年シーズン
2021年9月12日の2021年シーズンオープン戦で先発出場し、元アラバマ大学のチームメイトである、クォーターバックのマック・ジョーンズ率いるニューイングランド・ペイトリオッツと対戦した。この試合で、ワドルは４回のキャッチで61ヤード、１タッチダウンを記録し、ドルフィンズの17-16での勝利に貢献した。ワドルはこの試合でNFLキャリア初のタッチダウンパスをキャッチした。12週目のカロライナ・パンサーズ戦では137ヤードを記録し、ドルフィンズの33-10での勝利に大きく貢献した 。
シーズンの16試合目で、NFLルーキー記録の104キャッチを記録し、アンクアン・ボルディンの101キャッチの記録を破った。ルーキーシーズンを104回のキャッチで1,015ヤード、7タッチダウンで終えた。

#### 2022年シーズン
全17試合に先発出場し、75レシーブ、1,356レシーブ獲得ヤード、8レシービングTDを記録した。

#### 2023年シーズン
シーズン終盤に足首を負傷してレギュラーシーズン最後の2試合を欠場したが、ポストシーズンのカンザスシティ・チーフス戦では復帰した。

#### 2024年シーズン
2024年4月29日、チームから5年目の契約オプションを行使された。その後、5月31日にはドルフィンズと3年8,475万ドルの契約延長に合意した。

## NFLキャリア成績
| 年       | チーム    | 背番号    | ゲーム | ゲーム | レシービング | レシービング | レシービング   | レシービング | レシービング | ラッシング | ラッシング | ラッシング     | ラッシング | ラッシング | ファンブル   | ファンブル |
| 年       | チーム    | 背番号    | 出場   | 先発   | 回数         | 獲得ヤード   | 平均獲得ヤード | 最長         | TD           | 回数       | 獲得ヤード | 平均獲得ヤード | 最長       | TD         | ファンブル数 | ロスト     |
| -------- | --------- | --------- | ------ | ------ | ------------ | ------------ | -------------- | ------------ | ------------ | ---------- | ---------- | -------------- | ---------- | ---------- | ------------ | ---------- |
| 2021     | MIA       | 17        | 16     | 16     | 104          | 1,015        | 9.8            | 57           | 6            | 2          | 3          | 1.5            | 2          | 1          | 2            | 1          |
| 2022     | MIA       | 17        | 17     | 17     | 75           | 1,356        | 18.1           | 84           | 8            | 3          | 26         | 8.7            | 9          | 0          | 1            | 1          |
| 2023     | MIA       | 17        | 14     | 14     | 72           | 1,014        | 14.1           | 60           | 4            | 3          | 12         | 4.0            | 12         | 0          | 0            | 0          |
| 2024     | MIA       | 17        | 15     | 15     | 58           | 744          | 12.8           | 63           | 2            | 4          | 12         | 3.0            | 6          | 0          | 0            | 0          |
| キャリア | NFL : 4年 | NFL : 4年 | 62     | 62     | 309          | 4,129        | 13.4           | 84           | 20           | 12         | 53         | 4.4            | 12         | 1          | 3            | 2          |

- 2024年度シーズン終了時
- 太字は自身最高記録
- ■はリーグ最高記録